# بورخا گارسیا (بازیکن فوتبال زاده نوامبر ۱۹۹۰)
بورجا گارسیا (انگلیسی: Borja García؛ زادهٔ ۲ نوامبر ۱۹۹۰) بازیکن فوتبال اهل اسپانیا است.
از باشگاه‌هایی که در آن بازی کرده‌است می‌توان به باشگاه فوتبال رایو وایکانو، باشگاه فوتبال رئال مادرید، باشگاه فوتبال ژیرونا، باشگاه فوتبال رئال مادرید کاستیا، و باشگاه فوتبال کوردوبا اشاره کرد.
وی همچنین در تیم ملی فوتبال زیر ۱۹ سال اسپانیا بازی کرده‌است.